# ديكري
دَيْكَري هي قرية صغيرة تقع على بعد 14 ميلاً شرق شنت ياقب الكوبية. أصبحت نقطة محورية لغزو الولايات المتحدة لكوبة في الحرب الإسبانية الأمريكية.